# CIRCOM
CIRCOM (acrònim de Cooperativa Internacional de Recerca i Acció en Comunicació) és una associació professional europea de cadenes de televisió de servei públic. Es dedica a fomentar i desenvolupar la cooperació entre els membres, la coproducció i l'intercanvi de programes i la formació professional de periodistes i tècnics. El 2022 hi havia 30 països representats i aproximadament 300 emissores de televisió.
Des de 1990, l'organització atorga els Premis CIRCOM amb el prepòsit de reconèixer els millors continguts de les televisions públiques associades. Són els premis internacionals més importants en el seu àmbit i estableixen un estàndard d'excel·lència.

## Membres
| País                 | Entitats                                              |
| -------------------- | ----------------------------------------------------- |
| Albània              | RTSH                                                  |
| Àustria              | ORF                                                   |
| Bèlgica              | RTBF                                                  |
| Bòsnia i Hercegovina | BHRT                                                  |
| Bulgària             | BNT                                                   |
| Croàcia              | HRT                                                   |
| República Txeca      | Česká televize                                        |
| Dinamarca            | TV2                                                   |
| Finlàndia            | YLE                                                   |
| França               | France Télévisions                                    |
| Geòrgia              | GPB                                                   |
| Alemanya             | RRHH, RBB                                             |
| Grècia               | ERT3                                                  |
| Hongria              | MTV                                                   |
| Irlanda              | RTÉ                                                   |
| Itàlia               | RAI                                                   |
| Kosovo               | RTK                                                   |
| Malta                | PBS                                                   |
| Montenegro           | RTCG                                                  |
| Macedònia del Nord   | MKRTV                                                 |
| Noruega              | NRK                                                   |
| Polònia              | TVP                                                   |
| Portugal             | RTP                                                   |
| Romania              | TVR                                                   |
| Sèrbia               | RTS, RTV                                              |
| Eslovàquia           | RTVS                                                  |
| Eslovènia            | RTV SLO                                               |
| Estat espanyol       | CRTVG, EPRTVIB, RTVA, EITB, RTVCYL, CCMA, RTRM, CARTV |
| Suècia               | SVT, UR                                               |
| Suïssa               | TSI                                                   |
| Regne Unit           | BBC                                                   |